# 安東尼·法因加
安東尼·法因加（英語：Anthony Fainga'a；1987年2月2日—）是一位澳大利亞橄欖球運動員。他是澳大利亞國家橄欖球隊的一員，代表澳大利亞參加了2011年世界盃橄欖球賽。